# Victor de Carnières
Victor de Carnières, né le 26 février 1849 à Maubeuge et mort le 26 mars 1917 à M'Raïssa sur la presqu'île du cap Bon est un agriculteur, journaliste, homme politique et porte-parole de la population française en Tunisie pendant le protectorat français. Il est le fondateur du journal La Tunisie française.

## Formation
Fils d'un haut magistrat, après des études au lycée Bonaparte, il prépare sa licence en droit pour devenir avocat mais l'instauration du protectorat français en Tunisie l'incite à franchir la Méditerranée en 1883 : il s'installe comme colon à Soliman, à une trentaine de kilomètres de Tunis.

## Carrière publique

### Carrière politique
Farouche opposant à la formule du protectorat, il fonde le 18 décembre 1887 l'hebdomadaire La Tunisie. Le journal change de nom en 1892 pour devenir L'Annexion puis, quatre semaines plus tard, La Tunisie française.
En février 1892, il crée l'Union des travailleurs français, une organisation mutualiste de protection et d'assurance. À mi-chemin du syndicat, du parti et du réseau clientéliste, ce groupement fonctionne comme une caisse de résonance pour des notables soucieux d'enracinement populaire. De même, il fonde en mai 1893 « La Septentrionale » pour regrouper les natifs du Nord et du Pas-de-Calais.
Sa verve et sa plume acide en font le digne représentant des colons agriculteurs, puisqu'il est nommé dès 1894 comme secrétaire général puis une année plus tard vice-président de la Chambre d'agriculture. À partir de 1896, il devient délégué à la Conférence consultative. La même année, il est élu à la présidence de la Chambre d'agriculture française du Nord, poste qu'il garde jusqu'à sa mort. Sa liberté de langage et sa plume facile lui permettent d'occuper une importante place dans la scène politique tunisienne et d'imposer ses vues au gouvernement du protectorat.

### Articles dansLa Tunisie Française

#### Attitude vis-à-vis des indigènes
Partisan d'une politique de fermeté envers les indigènes qu'il considère comme des personnes mineures, c'est par la plume qu'il explique quelle attitude adopter vis-à-vis des Tunisiens (1895) : 
« La réponse se trouve dans l'étiquette même de notre gouvernement. Protectorat équivaut à tutelle. Or, le tuteur administre les biens du pupille en bon père de famille sous sa responsabilité et sans prendre l'avis de l'intéressé. Ce qui revient à dire que la nation protectrice doit gouverner la nation protégée au mieux de leurs intérêts communs, qu'elle est tenue d'être juste et même bienveillante vis-à-vis d'elle et de la faire participer peu à peu aux progrès de la civilisation par des réformes opérées avec prudence et sagesse. »

De toute façon, selon De Carnières, l'histoire de la Tunisie prouve l'incapacité des musulmans à se sortir de l'immobilisme (1895) : 
« Lisez la Bible et voyez s'il n'y a pas une ressemblance frappante entre les fellahs d'aujourd'hui et Abraham, père d'Ismaël, qui fut lui le prototype de l'Arabe ! Même burnous de laine attaché par une corde en poils de chameau, mêmes mœurs, mêmes usages, même façon de tirer l'eau du puits avec des peaux de bouc. La clef de la Bible se trouve dans le premier douar venu. L'Arabe a pu oublier son origine, il n'a rien appris, il n'a rien créé. C'est un destructeur et il faut en vérité que la terre soit bien solide pour exister là où il a passé […] L'histoire de la Tunisie nous paraît comme un kaléidoscope ensanglanté où les figures se succèdent avec une vertigineuse rapidité. Ce sont toujours les mêmes faits, le même mépris des lois, de la dignité, de la vie, de tout ce qui fait un peuple stable. »

Il s'élève également contre la volonté gouvernementale d'encourager l'enseignement dans la population tunisienne (1897) : 
« Plus l'indigène est instruit, plus il nous déteste. Nos pires ennemis sont ces jeunes gens des familles bourgeoises que la direction de l'Enseignement a élevés à la française… Si jamais il y a une révolte en Tunisie, ce sont eux que nous verrons à la tête des insurgés. »

#### Attitude vis-à-vis des juifs
Reflet de l'antisémitisme de l'époque, les efforts d'assimilation des Juifs de Tunisie doivent, à son sens, être combattus (1895) : 
« Nous sommes résolus à combattre de toutes nos forces la tendance qu'ont les Juifs en Tunisie à s'isoler au milieu de la population indigène et de former, grâce à des institutions spéciales, une sorte d'État dans l'État.

Et tout d'abord, nous demandons au gouvernement de ne plus faire de distinction entre les sujets tunisiens et de supprimer tous les privilèges qui créent aux Israélites une situation de faveur par rapport aux Musulmans. Il faut en finir avec les protections consulaires qui, moyennant quelques francs par an, donnent aux Juifs des droits sans leur créer de devoirs. Il faut exiger des enfants d'Israël les mêmes impôts que payent les autres sujets beylicaux : il faut les soumettre comme les arabes au service militaire. Il faut enfin expulser de la régence cette Alliance israélite universelle qui vient, en pleine colonie française, façonner une partie importante de la population aux idées des ennemis de la France. »

Bien sûr, cette attitude n'est dictée que par la défense des intérêts des Tunisiens musulmans victimes des pratiques usuraires des prêteurs juifs (1893) : 
« L'araignée va où sont les mouches ; Jéhovah, dans sa prévoyance, semble avoir préparé, comme nourriture pour les Juifs, la population indigène dont ils auront vite sucé le sang […] Ainsi, si l'on n'y prend garde, les Juifs seront bientôt, dans certaines régions les uniques propriétaires du sol : ils formeront une sorte d'aristocratie terrienne dont les arabes deviendront les serfs […] L'Arabe finira comme les anciens habitants du pays ont autrefois fui devant lui : il retournera à la vie nomade… Or, l'Arabe est nécessaire à la colonisation. Nous ne pouvons pas nous passer de lui, car il nous fournit la main d'œuvre à bon marché sans laquelle, étant donné le bas prix des produits de la terre, la colonie agricole serait condamnée à la famine. »

#### Attitude vis-à-vis de l'administration
Partisan acharné de l'annexion de la Tunisie à la France, De Carnières se saisit de tous les prétextes pour entrer en conflit avec les administrateurs chargés de mettre en place le fonctionnement du protectorat tel qu'il a été imaginé à Tunis. Le conflit culmine en 1889 lorsque le contrôleur civil de Nabeul, Saar, insulte le colon qui demande réparation par un duel. Devant le refus du fonctionnaire qui ne réplique pas non plus aux deux gifles que le polémiste lui assène le 7 mai, De Carnières intente un procès pour insulte. Mal lui en prend : il est condamné à 5 000 francs d'amende et de dommages et intérêts par le tribunal correctionnel de Tunis. Il entame alors une campagne de presse contre le corps des contrôleurs civils en recensant tous leurs abus de pouvoir, avant de finalement renoncer au bout de trois mois, vaincu par le soutien inflexible affiché par le résident général Justin Massicault pour ses subordonnés.
Opposant convaincu aux différents résidents généraux qui se succèdent en Tunisie, ses éditoriaux sont l'occasion de donner son opinion sur l'évolution administrative du protectorat. Justin Massicault qui arrive en Tunisie en 1886 est sa première cible comme le montre l'affaire Saar. Le décès du résident général est annoncé en une du journal L'Annexion – qui change de nom à cette occasion – par la manchette suivante : « Le résident général a succombé ce matin vers trois heures ». L'absence de condoléances dans le numéro est soulignée par la phrase qui clôt l'article : « Devant cette tombe entrouverte, nous garderons le silence ».

Les successeurs de Massicault ne trouvent pas plus grâce à ses yeux. Il écrit ainsi en 1899 : 
« On demeure confondu lorsqu'on se rappelle l'état des esprits en 1894, époque de l'arrivée à Tunis du résident général [René Millet], la situation prospère de la Tunisie, son avenir heureux, tranquille, et que l'on constate en quel désarroi cinq années de folle administration ont précipité la régence. »
Pour De Carnières, toutes ces réformes en faveur des Tunisiens ont fini par créer des déclassés, des mécontents et donc des agitateurs potentiels. Il en veut pour preuve ces délits commis par des Tunisiens à l'encontre de Français, notamment à Béja, à la fin des années 1890, qui sont perçus comme le signe d'un changement dangereux dans le comportement des autochtones vis-à-vis des Français. C'est pour lui la preuve que « l'égalité tue le prestige ».

### Congrès colonial de 1908
Ce congrès qui se tient à l'École libre des sciences politiques du 6 au 8 octobre 1908 est l'occasion de confronter les vues des prépondérants et des Jeunes Tunisiens. Surpris par la virulence des orateurs tunisiens, De Carnières constate qu'« il y a chez ces Messieurs une combativité extrême ; ils s'imaginent toujours qu'on les vise personnellement, qu'on va les attaquer ». Mais cette fougue ne l'empêche pas de faire adopter une motion demandant le rejet de l'éligibilité des Tunisiens aux municipalités mixtes, ce qui provoque la colère d'Abdeljelil Zaouche et de ses amis. Ce succès l'encourage à rappeler que les Tunisiens sont « encore loin de la civilisation française ». Mais il reste sans voix lorsque Khairallah Ben Mustapha l'interrompt pour prier le président de la séance de « donner à M. Carnières deux minutes pour nous fournir une explication exacte de la civilisation française ».
Paradoxalement, les deux camps ennemis se retrouvent dans le souhait de privilégier l'ouverture d'écoles coraniques (kouttabs) en lieu et place des écoles franco-arabes ainsi que le rappelle le chef des prépondérants : « Moi, je condamne l'école franco-arabe avec l'immense majorité des colons et avec la Conférence consultative qui s'est prononcée sur la question ». Il se déclare partisan de l'éducation en arabe fondée sur « une interprétation libérale du Coran » qui permettrait d'enseigner à l'indigène « qu'il peut aimer le roumi ».

S'étant astreint à une certaine retenue lors de ce congrès tenu en métropole, De Carnières profite de son retour à Tunis pour exhaler sa colère dans les colonnes de son journal : 
« Toujours préoccupé de guerroyer contre la colonie française, M. Zaouche a imaginé de demander au congrès de l'Afrique du Nord qu'une place équitable soit faite à l'élément indigène dans les chambres d'agriculture. À quelle fin ? Pour enseigner la culture arabe aux agriculteurs français sans doute ? Si M. Zaouche avait pris la peine de se renseigner aux bonnes sources, il saurait que les indigènes occupent déjà une place équitable, celle de chaouch. »

### Délégué à la Conférence consultative
La réforme du 2 février 1907, qui crée une représentation tunisienne au sein de la Conférence consultative qui ne regroupait jusqu'alors que des délégués français, est vivement combattue par De Carnières. Mais la fermeté du ministre des Affaires étrangères et ancien résident général Stephen Pichon l'amène à réviser sa position et à demander que les délégués indigènes ne soient pas consultés sur les affaires concernant la population française. Mais, là aussi, il essuie un refus. Face à ces échecs successifs, De Carnières répond par des articles injurieux comme celui du 9 juin 1907 : « M. Bach Hamba demande pourquoi les emplois publics dans la régence sont réservés aux Français ? Je vais le lui dire : c'est parce que les Tunisiens ne possèdent ni la capacité ni la moralité nécessaire pour les remplir ».
Ceux que l'on appelle les prépondérants bloquent toutes les demandes des délégués tunisiens, au point de forcer le gouvernement à faire siéger les deux délégations séparément à partir de 1910 pour mettre fin aux tumultes provoqués par les délégués français.

### Procès Carnières-Zaouche
Le 7 novembre 1911, une émeute éclate à Tunis à la suite de l'annonce de l'immatriculation du cimetière du Djellaz. Dès le 11 novembre, De Carnières dénonce un mouvement prémédité cherchant à liquider la présence française en Tunisie. À l'appui de ses dires, il prétend qu'une importante quantité d'armes a été saisie dans les mosquées et chez des particuliers. Ses accusations deviennent plus précises quand il écrit le 19 novembre dans Le Colon français que quarante détenus interrogés par la police ont reconnu avoir reçu cinq francs chacun d'un indigène envoyé par Abdeljelil Zaouche, Jeune Tunisien et délégué à la Conférence consultative. Le 26 novembre enfin, il accuse Zaouche d'être le principal responsable de l'émeute dans un article écrit dans Le Colon français ; ce dernier réplique en attaquant le polémiste en diffamation.
L'affaire passe en justice le 26 octobre 1912. À la surprise générale, Zaouche est débouté au « motif pris de ce que, pour De Carnières, la personnalité de Zaouche n'aurait qu'un intérêt secondaire et que ce que De Carnières voyait, avant tout, c'était l'intérêt français ; [attendu] que, dans ces conditions, il n'était pas démontré que l'intention de nuire, indispensable pour l'existence de délit de diffamation reproché à De Carnières, se rencontrait dans les articles visés et que ce soit dans le but de satisfaire à un sentiment coupable de haine que lesdits articles ont été écrits ».
Mais Zaouche ne s'avoue pas vaincu et fait appel devant la cour d'Alger. Celle-ci, dans sa séance du 26 juin 1913, condamne Victor de Carnières à 1 000 francs d'amende au profit de Zaouche en réparation des dommages qu'il lui a occasionnés par ses accusations.

## Décès
Victor de Carnières décède le 26 mars 1917. Il est d'abord envisagé d'inhumer sa dépouille dans un terrain situé juste en face de la direction générale de l'Agriculture, du Commerce et de la Colonisation mais la mobilisation des Jeunes Tunisiens avec l'appui de Naceur Bey met fin à ce projet.
Il est alors enterré à M'Raïssa, entre Soliman et Takelsa. Chaque année, au début du mois d'avril, sa tombe devient le lieu de rassemblement des prépondérants et des autorités catholiques. L'archevêque de Carthage se déplace pour y célébrer la messe dans laquelle il voit « non seulement le témoignage de l'amitié qui l'unissait à De Carnières mais encore l'hommage qu'il aimait rendre à la colonie agricole ».
On donne son nom à un centre de colonisation. En 1923, le journal Le Colon français lance une souscription pour élever un monument en souvenir de son fondateur. Un buste à son effigie est finalement érigé en 1936 à l'initiative de la ville de Tunis dans le square de Verdun. Il est démonté en décembre 1956.

## Distinctions
- Chevalier de la Légion d'honneur : 8 avril 1903[22]

## Héritage
Victor de Carnières est resté le symbole de ce que la colonisation peut produire de plus haïssable par le racisme et le sentiment de supériorité affichés par certains colons à l'égard des populations indigènes. Habib Bourguiba (qui ne l'a pas connu) a pu ainsi dire de lui : 
« Mais s'il existe encore un homme sur la terre pour se demander ce qui a pu un jour justifier les affrontements sanglants que mon pays et surtout d'autres pays d'Afrique du Nord ont connus, ont voulus même avec la France, je conseille à cet homme de relire les écrits de Victor de Carnières, représentant de la colonie française au début du siècle en Tunisie. »
Il reste surtout le symbole des premiers temps du protectorat, des interrogations sur la fonction et l'avenir du protectorat ainsi que sur la place que devaient y tenir les « indigènes », le symbole aussi d'une époque marquée par le boulangisme et l'affaire Dreyfus avant que le mouvement national tunisien ne vienne bousculer les vérités établies.